# Pandya
I Pandya furono una famiglia regnante tamil dell'India meridionale dal VI al XVII secolo.
Il loro regno raggiunse la massima espansione nel XIII secolo quando riuscì ad imporsi nelle lotte con i vicini regni dei Pallava e dei Chola.
Lo sviluppo artistico sotto i Pandya si inserisce nella strada della più generale arte dravidica già percorsa dai Pallava e dai Chola. Una caratteristica originale dell'architettura pandya è la maggiore attenzione riservata alle proporzioni della struttura del gopuram (torre-portale) rispetto a quella del santuario e l'uso di alte mura di fortificazione (prakaram) attorno al tempio.
Nel campo della statuaria, con i Pandya si assiste a un'evoluzione del modello iconografico di Shiva danzante (Nataraja), e di altre rappresentazioni di immagini shivaite (templi Tirumalaipuram, Kalugumalai, Tiruparankuram).
Interessante è anche il caso di un ciclo di affreschi gianisti presenti in alcune grotte a Sittanavasal la cui attribuzione è però incerta tra Pandya e Pallava.

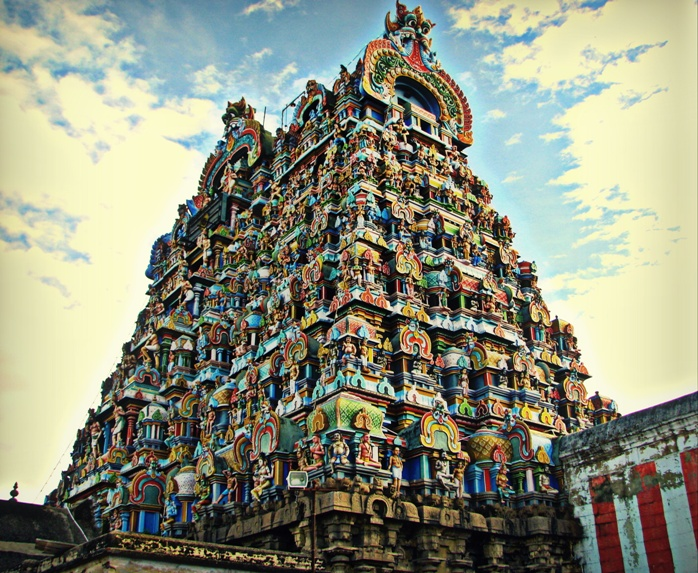
Il Gopuram del tempio di Nellaiappar

## Governo e società

### Commercio

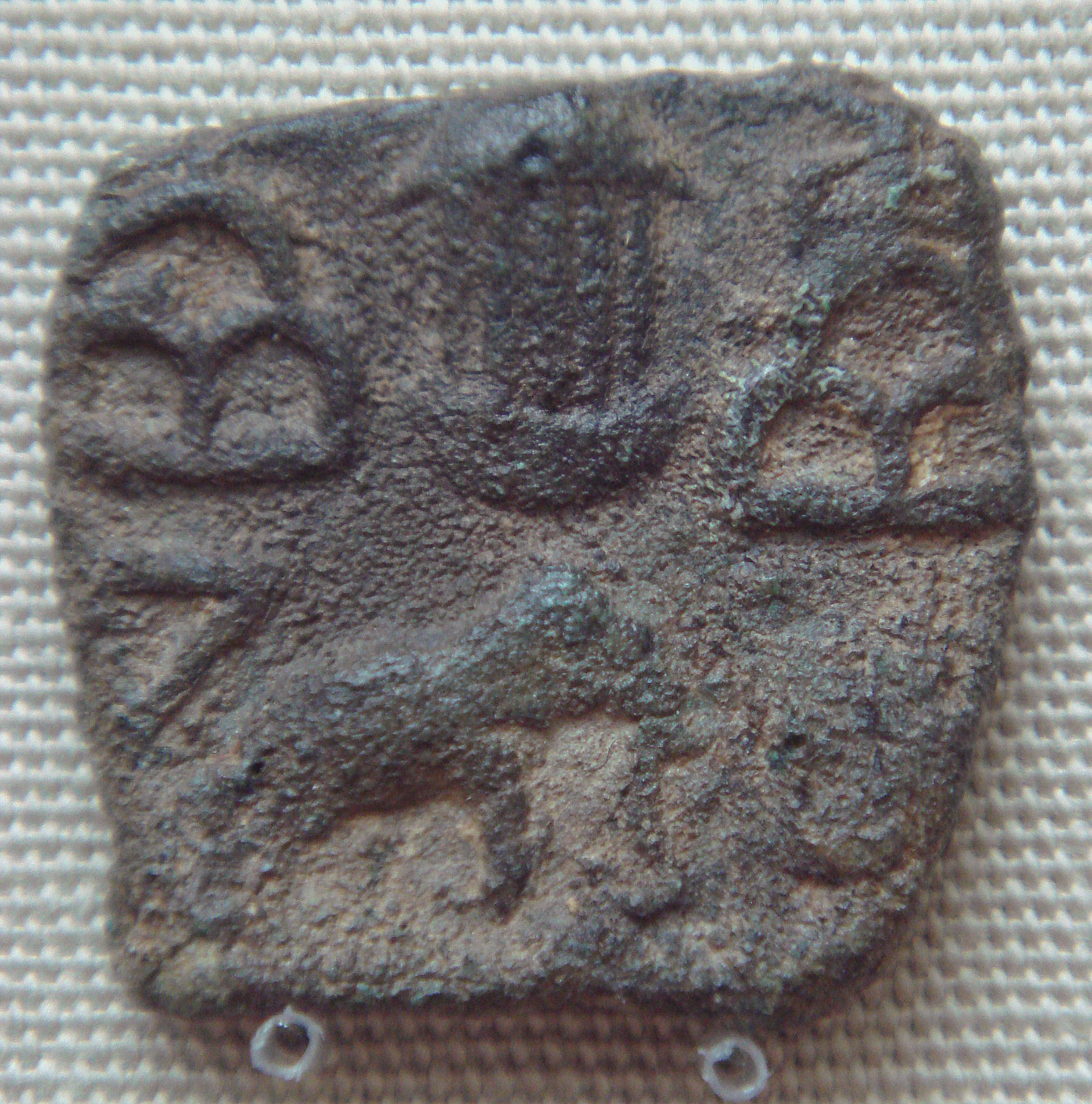
Una moneta Pandya raffigurante un tempio tra due simboli di collina e sotto di esso un elefante, I secolo d.C.

I commercianti romani e greci frequentavano il Tamilakam, negli odierni India meridionale e Sri Lanka, consolidando il commercio con gli stati Tamil marittimi di Pandya, Chola e Chera, e fondando insediamenti commerciali che assicuravano il commercio con l'Asia del sud nel mondo greco-romano fin dai tempi della dinastia tolemaica alcuni decenni prima che iniziasse l'era volgare, e che sopravvissero a lungo anche dopo la caduta dell'impero romano d'Occidente. Come scrisse Strabone, l'imperatore romano Ottaviano ricevette ad Antiochia un ambasciatore di un re dell'India meridionale, chiamato Pandya. Il paese dei Pandya, Pandi Mandala, fu descritto come Pandya Mediterranea nel Periplus e nella Modura Regia Pandya di Claudio Tolomeo. Questi insediamenti esistevano addirittura quando l'impero bizantino perse l'Egitto e il Mar Rosso (c. 639–645) sotto pressione delle conquiste islamiche. Poco dopo l'erosione delle comunicazioni tra il regno di Axum e l'impero romano d'oriente nel VII secolo, il regno cristiano di Axum cadde in un lento declino, finendo nelle oscurità delle fonti occidentali; il regno sopravvisse nonostante le pressioni delle forze islamiche, fino all'XI secolo, quando fu riconfigurato in una disputa dinastica.

### Coniatura
Le prime monete del Tamilakam portavano i simboli dei Tre Re Incoronati, ossia la tigre, il pesce e l'arco, rappresentanti i simboli dei Chola, dei Pandya e dei Chera. Le monete Pandya portavano la leggenda di diversi sovrani Pandya in tempi diversi. I Pandya avevano coniato monete in argento, non prima di un iniziale periodo di monete di rame.. In quel periodo, vi erano anche delle monete d'oro attribuite ai sovrani Pandya, monete che portavano l'immagine di pesci, da soli o in coppia, che erano il loro emblema.
Alcune loro monete portavano i nomi Sundara, Sundara Pandya o soltanto la lettera 'Su', mentre altre portavano un cinghiale, con la leggenda del 'Vira-Pandya'. Si diceva che queste monete fossero coniate dai Pandya e dai feudatari dei Chola, ma non fossero attribuite ad alcun re.
Le monete Pandya erano basicalmente quadrate, e in genere portavano un elefante da un lato, mentre l'altro rimaneva vuoto. L'iscrizione sulle monete d'argento e d'oro nel regno Pandya erano in Tamil-Brahmi, mentre quelle in rame portavano le leggende Tamil.
Le monete Pandya, che portavano i simboli di pesci, erano nominate 'Kodandaraman' e 'Kanchi' Valangum Perumal'. Oltre a ciò, esistevano anche delle monete chiamate 'Ellamthalaiyanam', che portavano il re in piedi da un lato, e il pesce dall'altro. Vi erano anche altre monete come 'Samarakolahalam' e 'Bhuvanekaviram', che portavano un Garuḍa, o monete chiamate 'Konerirayan', che portavanou n toro, o altre ancora chiamate 'Kaliyugaraman2, che raffigurano un paio di piedi.

## Religione
Il Madurai storico era una roccaforte di Scivaismo e Visnuismo. A seguito dell'invasione Kalabhra, Giainismo ebbe una sua parte nel regno di Pandya. Con l'avvento dei movimenti Bhakti, seguì una riemersione dello Scivaismo e del Visnuismo. Pandya Nedumchadayan fu un fedele visnuista.

## Governanti

### Primi regnanti
- Koon Pandyan
- Nedunjeliyan I  (Aariyap Padai Kadantha Nedunj Cheliyan)
- Pudappandyan
- Mudukudumi Paruvaludhi
- Nedunjeliyan II
- Nan Maran
- Nedunj Cheliyan III (Talaiyaalanganathu Seruvendra Nedunj Cheliyan)
- Maran Valudi
- Kadalan valuthi
- Musiri Mutriya Cheliyan
- Kadalul Maintha Ukkirap Peruvaludi

### Regnanti del primo impero Pandya
Dal VI al X secolo D.C.
- Kadungon (r. c. 590–620 D.C.)
- Maravarman Avani Sulamani (r. c. 590–620 D.C.)
- Jayantavarman alias Seliyan Sendan (r. c. 620-645 D.C.)
- Arikesari Maravarman (r. c. 670–700 D.C.)
- Kochadaiyan Ranadhiran (r. c. 700–730 D.C.)
- Maravarman Rajasimha I (r. c. 735–765 D.C.)
- Jatila Parantaka Nedunjadayan (r. c. 765–815 D.C.)
- Maravarman Rajasimha II (r. c. 815-817 D.C.)
- Varaguna I (r. c. 817–835 CE)
- Srimara Srivallabha (r. c. 815–862 D.C.)
- Varaguna II (r. c. 862–885 D.C.)
- Parantaka Viranarayanan (r. c. 880–905 D.C.)
- Maravarman Rajasimha II (r. c. 905–920 D.C.)

### Sotto l'influenza dei Chola
- Sundara Pandya I
- Vira Pandya I
- Vira Pandya II
- Amarabhujanga Tivrakopa
- Jatavarman Sundara Chola Pandya
- Maravarman Vikrama Chola Pandya
- Maravarman Parakrama Chola Pandya
- Jatavarman Chola Pandya
- Seervallabha Manakulachala (1101–1124)
- Maaravarman Seervallaban (1132–1161)
- Parakrama Pandyan I (1161–1162)
- Kulasekara Pandyan III
- Vira Pandyan III
- Jatavarman Srivallaban (1175–1180)
- Jatavarman Kulasekaran I (1190–1216)

### Secondo Impero Pandya
- Parakrama Pandyan II (king of Polonnaruwa) (1212–1215)
- Maravarman Sundara Pandyan(1216–1238)[34]
- Sundaravarman Kulasekaran II (1238–1240)
- Maravarman Sundara Pandyan II (1238–1251)
- Jatavarman Sundara Pandyan (1251–1268)[34]
- Maravarman Kulasekara Pandyan I (1268–1310)[34]
- Sundara Pandyan IV (1309–1327)
- Vira Pandyan IV (1309–1345)